# SP-228
A SP-228 é uma rodovia radial do estado de São Paulo, administrada pelo Departamento de Estradas de Rodagem do Estado de São Paulo (DER-SP).

## Denominações
Recebe as seguintes denominações em seu trajeto:
Nome:	Armando Salles, Rodovia
- De - até:	São Paulo - Itapecerica da Serra - BR-116
- Legislação:	DEC. 20.720 DE 09/03/83

## Descrição
Principais pontos de passagem: Divisa São Paulo - Itapecerica da Serra - BR-116

## Características

### Extensão
- Km Inicial: 26,000
- Km Final: 36,100

### Localidades atendidas
- São Paulo
- Itapecerica da Serra